# Protoeslau
El protoeslau és l'antic idioma comú de tots els pobles eslaus, derivat al seu torn de l'idioma indoeuropeu. Es va parlar abans del segle vii. Del protoeslau van sorgir l'antic eslau eclesiàstic i altres llengües eslaves. No s'han trobat testimonis escrits del protoeslau, per la qual cosa s'ha reconstruït mitjançant la comparació entre les llengües eslaves més antigues i altres llengües indoeuropees.

## Origen
D'acord amb alguns càlculs, la llengua protoeslava es va desenvolupar entre el I i el II mil·lenni aC. Existeix controvèrsia oberta sobre si el protoeslau es va separar directament del protoindoeuropeu, o si ho va fer amb posterioritat de la branca protobaltoeslava.
Al llarg de la seva existència (probablement uns 2000 anys) el protoeslau va patir diversos canvis. Al segle V o VI algunes tribus eslaves van començar a emigrar. Aquestes migracions van suposar la ruptura del protoeslau. Els búlgars van formar el seu primer imperi en l'any 681, i a la fi del segle ix, el dialecte búlgar que es parlava a Salònica va ser registrat per primera vegada, i donà lloc, a la literatura, al que s'ha conegut com a "antic eslau eclesiàstic". Aquesta llengua no es pot considerar com a protoeslava, ja que es va escriure per primer cop almenys dos segles després de la divisió del protoeslau, però està encara prou a prop perquè hi hagués intel·ligibilitat mútua amb els parlants dels altres dialectes eslaus d'aquell temps.